# Croix de la Victoire

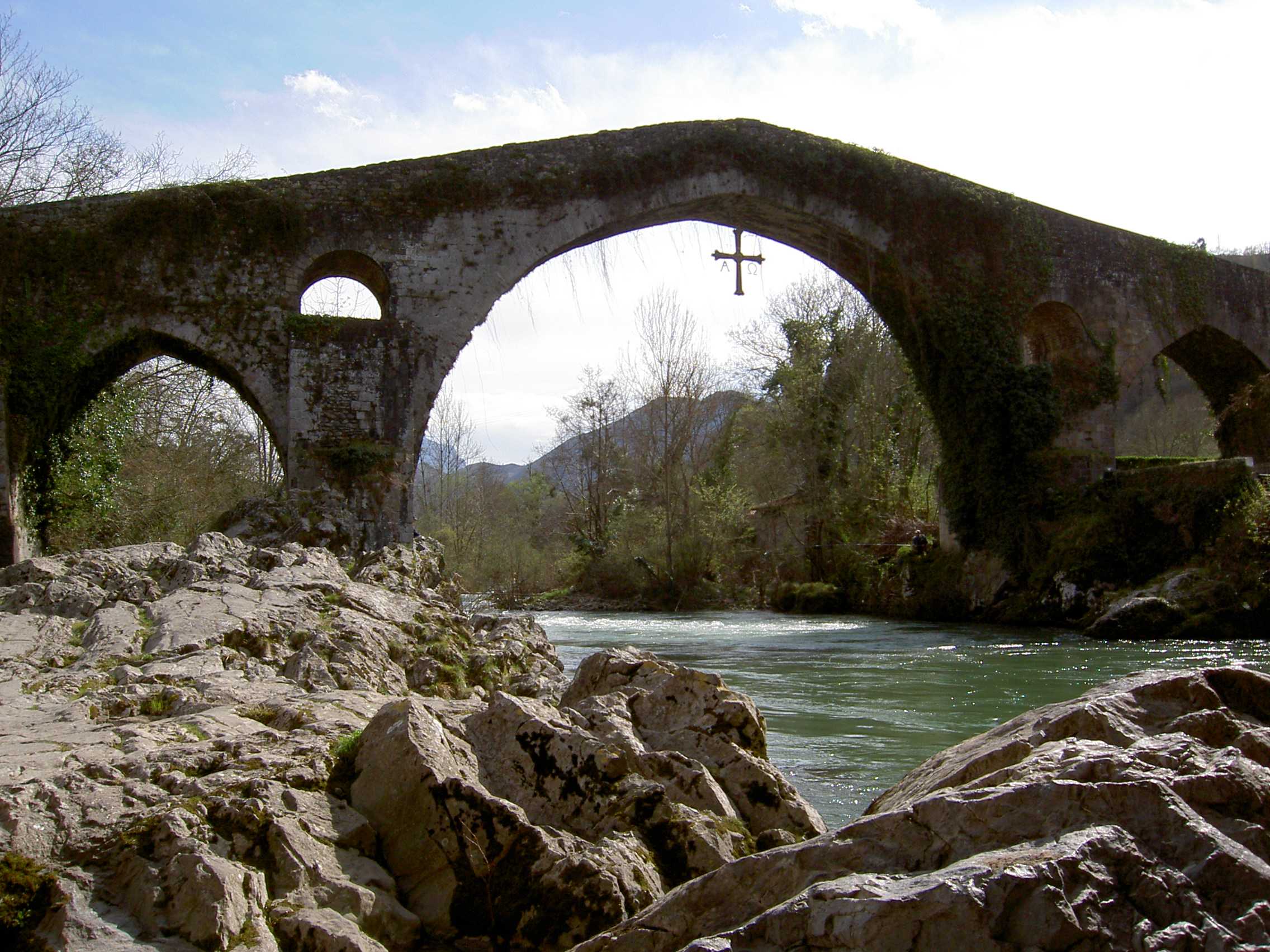
Reproduction de la Croix de la Victoire accroché au pont « romain » de Cangas de Onís.

La Croix de la Victoire est un joyau de l'art asturien préroman, conservé dans la Cámara Santa de la cathédrale Saint-Sauveur d'Oviedo et devenu l'emblème des Asturies.
Il s'agit d'une croix latine au cœur de chêne et recouverte d'or et de gemmes (Crux gemmata). Ses bras sont élargis aux extrémités et elle possède un reliquaire en son centre.
Elle fut façonnée par des orfèvres originaires du royaume franc, sous le règne d'Alphonse III, qui ordonna son élaboration au début du Xe siècle pour en faire don à la cathédrale, comme cela est indiqué au revers de la croix, à côté de l'inscription en latin « HOC SIGNO TVETVR PIVS. HOC SIGNO VINCITVR INMICVS » (« Par ce signe l'homme pieux est protégé. Par ce signe l'ennemi est vaincu »).
L'alpha et l'oméga sont la première et la dernière lettres de l'alphabet grec et font référence aux paroles du Christ dans l'Apocalypse « Je suis l'alpha et l'oméga, le premier et le dernier, le commencement et la fin. ».
D'après la légende, c'est la croix que porta Pélage lors de la bataille de Covadonga.

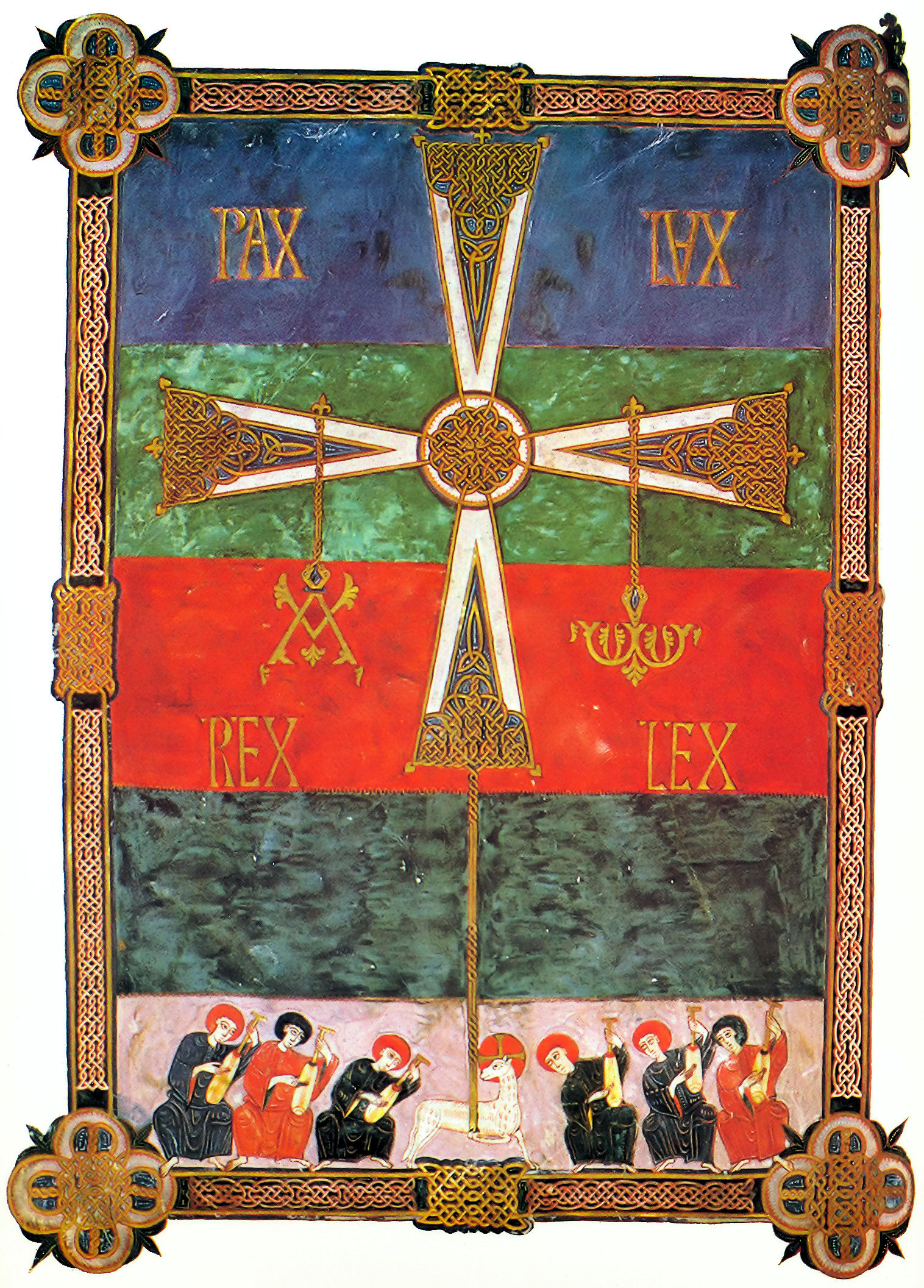
« Je suis l'Alpha et l'Oméga, le commencement et la fin, dit le Seigneur Dieu, celui qui est, qui était et qui vient, le Tout-Puissant. » (Apocalypse 1, 8).
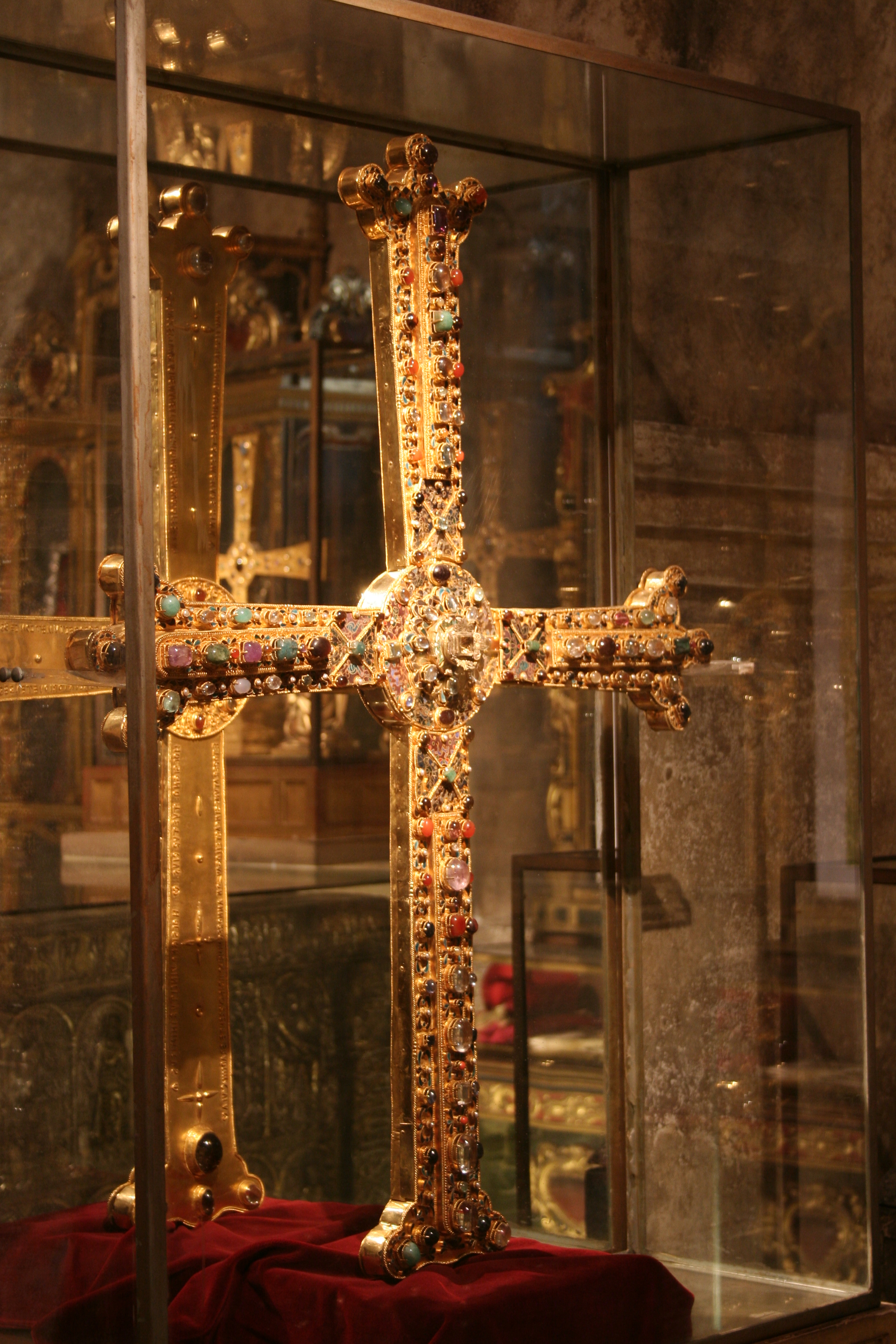
Croix de la Victoire dans la Cámara Santa de la Cathédrale d'Oviedo.